# Mojca Pokrajculja
Mojca Pokrajculja je naslov koroške ljudske pripovedke in ime glavnega lika.

## Vsebina
Pripoved govori o Mojci Pokrajculji, ki med pometanjem hiške najde krajcar in si zanj kupi piskrček. V njem ponudi zavetje veliko živalim, saj je zunaj zelo mraz in brije burja. Preden pa živali spusti v piskrček, ji morajo te zagotoviti, da znajo delati nekaj koristnega. Lisica je šivilja, volk mesar, medved čevljar, zajček je krojač in jelen drvar. Zjutraj Mojca pošlje živali na delo, ona pa ostane doma. Volk je poskrbel za večerjo - med, ki ga je prinesel, je Mojca shranila v piskrček. Sredi noči pa je lisica hlinila, da jo boli trebuh. Mojca ji je svetovala, naj gre v kuhinjo in si skuha čaj. Namesto, da bi si lisica skuhala čaj, je polizala ves med. Zjutraj je v kuhinji zaradi izginulega medu nastal prepir. Da bi ugotovili, kdo ga je polizal, so se živali polegle pred hišo na sonce in tistemu, ki bo med prilezel iz ust, bo tat. Lisička je takoj, ko ji je med prilezel iz ust, z njim namazala zajčka. Ko se je zbudila, je videla, kako ostale živali lovijo nedolžnega zajčka. Ta si je med begom polomil sprednje tačke in od takrat naprej imajo vsi zajčki prednje noge krajše od zadnjih.

## Lik Mojce Pokraculje
»Mojca Pokrajculja je pometala hiško in našla med smetmi krajcar. Zanj si je kupila piskrček. Zvečer je zlezla vanj, legla in zaspala. Zunaj pa je bil hud mraz in padala je slana. Mojco Pokrajculjo je zbudilo močno trkanje na vrata njene hišice. ˝Kdo je zunaj?˝ je vprašala. ˇJaz sem, lisica. Oh Mojca Pokrajculja,lepo te prosim pusti me k sebi …«
Iz odlomka razberemo da je Mojca Pokrajculja, predstavljena kot tipičen ženski lik. Kot tudi ostali ženski liki v knjigah in šolskih učbenikih je Mojca ženska preprostega porekla in tako sama skrbi za svoj domek in kasneje tudi za živali, ki jih sprejme. Do živali je prijazna, ustrežljiva, pripravljena jim je pomagati. Vsakega, ki potrka na vrata piskrčka prijazno sprejme in mu nudi prenočišče. Mojca je izredno pozitiven lik. Izkaže pa se tudi kot preračunljiva oseba, saj je v hišico spustila le tisto žival, ki je kaj znala.
»Mojca Pokrajculja je zjutraj odposlala vse goste na delo. … Zajček je bežal in si polomil sprednje noge, šele potem se mu je posrečilo pobegniti. Vsi so tekli za njim in Mojca Pokrajculja pa je ostala sama s piskrčkom.«
Ko gredo zjutraj vse živali na delo, ostane doma le Mojca. Na tem delu pripovedke lahko zaznamo tipičen stereotip, ki velja za ženske v današnji družbi. Ženska naj bo doma in naj skrbi za dom, otroke in moža, medtem ko mož hodi v službo in domov prinaša denar. 

## Interpretacija dela
Interpretacija dela po Vladimirju Proppu. Funkcija dejanja lika je pogojeno z njegovim pomenom za razvoj dogajanja. Niz funkcij po Proppu:
- Izhodiščna situacija: Živali se zatečejo v Mojčin piskrček zaradi hudega mraza.
- »Junaku nekaj prepovejo« - ko volk shrani med, naj ga ne bi jedel nihče, dokler Mojca ne bi tega dovolila.
- »Kršitev prepovedi« - lisica poje ves med, zlaže se da jo boli trebuh. Zato jo lahko imenujemo škodljivec v pravljici (Naloga tega je da zmoti mir, koga prizadane, mu škoduje).
- »Poizvedovanje« - ko ugotovijo, da medu ni več, začnejo iskati krivca. Mojca je določila: »Tat je bil domačin….«
- »Škodljivec poskuša prevarati svojo žrtev; deluje s pomočjo prevare« - ko lisici prikapa med iz želodca, si za svojo žrtev izbere zajčka, ki leži ob njej in mu med razmeže okoli gobčka, ter ga s tem obsodi na kazen.
- »Škodljivec prizadene ali škoduje enemu od družinskih članov« - ker živali živijo pod eno streho, jih lahko opredelimo kot družinske člane. Lisica zajcu s tem, da ga namaže okoli gobca, škoduje in ga prizadane.
- »Žrtev nasede prevari« - zajček se zbudi nič hudega sluteč in druge živali ga začnejo neusmiljeno preganjati. Ker zajček nima zagovora, mu preostane le to, da zbeži.
- »Uspeh prevare« - nihče ne posumi, da jih je lisica prevarala, tudi zajček na to ne opozori.

Razporejanje funkcij med like:
- Škodljivec: To funkcijo zaigra lisica, njena glavna naloga pa je škodovanje drugemu zaradi lastne koristi.
- Junak: Junakinjo v tej pravljici predstavlja Mojca Pokrajculja, saj je sprejela vse živali pod streho, da ne bi zmrznile na mrazu.
- Žrtev: Kot žrtev nastopi  zajček. Po zaroti lisice ga živali prepoznajo kot krivca.

## Opredelitev in analiza pravljice
Po delitvi Wilhelma Wunda spada pravljica med živalsko basen, saj v njej nastopajo živali, prav tako pa je na koncu pravljice nauk. Uvrstimo jo lahko tudi med »pravljice o izvoru«, saj je na koncu razloženo, zakaj imajo zajčki danes krajši prednji par nog.

Kot gledališka predstava Mojca Pokrajculja spada med škrbine.
- Uvod:

Mojca Pokrajculja pometa hiško in med smetmi najde krajcer. Kupi si piskrček in ponoči vanj začne spuščati živali. V piskrček pridejo lisica, volk, medved, zajec in srnjak.
- Zaplet:

Lisica poje ves med in tega ne prizna, ko živali ugotovijo, da ga je nekdo pojedel. Med njimi se vname prepir, uležejo se pred piskerček, ter čakajo, kdaj bo krivcu iz ust začel kapati med.
- Vrh:

Lisica namaže zajčka okoli gobca, živali se zbudijo in ga prepoznajo za krivega.
- Razplet:

Živali ne razpravljajo o tem ali je zajec res pravi krivec, ampak neusmiljeno planejo po njem. Ta nemočen zbeži.
- Zaključek:

Živali tečejo za zajčkom in Mojca Pokrajculja ostane sama s svojim piskerčkom.
- Dogajalni čas ni točno določen, verjetno konec jeseni ali začetek pomladi (zvečer piha burja in pada slana, čez dan sije toplo sonce, saj so živali ležali na travi in se sončili).
- Dogajalni prostor je piskrček.
- Pripovedovalec je vsevedni in tretjeosebni.

Motivi:
- prijateljstvo
- dobrota (Mojca sprejme vse živali)
- pohlep (lisica si prilasti ves med)
- laž/nepriznanje (lisica ne prizna dejanja)
- maščevanje (živali se maščujejo zajčku ker naj bi pojedel ves med)
- osamljenost (Mojca Pokrajculja po odhodu živali ostane čisto sama)

## Izdaje
- Kot samostojna knjiga: 1954, 1976, 1981, 1992, 1993, 2003
- V knjigi z ostalimi ljudskimi pravljicami:

Pravljični koledar, 1995
Čudovite pravljice in pesmice, 2000
O psičku in muci in druge igrice, 1981
- V Berilu za prvi razred osnovne šole
- V časopisu Nedelo